# PSV Köln
L'equip PSV Köln (codi UCI: PSV) va ser un equip ciclista alemany, de ciclisme en ruta que va competir professionalment entre 1996 i 1997.

## Principals resultats
- Volta a Hessen: Ralf Grabsch (1996)
- Volta a Nuremberg: Mikael Holst-Kyneb (1997)

### A les grans voltes
- Giro d'Itàlia
  - 0 participacions

- Tour de França
  - 0 participacions

- Volta a Espanya
  - 0 participacions

## Classificacions UCI
La següent classificació estableix la posició de l'equip en finalitzar la temporada.
| Temporada | Classificació per equips | Millor ciclista en la classificació individual |
| --------- | ------------------------ | ---------------------------------------------- |
| 1996      | 55è                      | Ralf Grabsch (281è)                            |
| 1997      | 46è                      | Mikael Holst-Kyneb (298è)                      |